# Lehtisensaari (halvö i Puula)
Lehtisensaari är en halvö i sjön Puula och i kommunen Kangasniemi i landskapet Södra Savolax, i den södra delen av Finland, 200 km norr om huvudstaden Helsingfors. Öns area är omkring 10 hektar